# بابسک
بابسک روستایی در مرکز کشور لهستان است. جمعیت این روستا ۶۹۰ نفر است.